# George W. Bailey (Politiker)
George W. Bailey jr. (* 6. April 1833 in Elmore, Vermont; † 17. Juli 1865 Middlesex, Vermont) war ein US-amerikanischer Anwalt und Politiker, der von 1861 bis 1865 Secretary of State von Vermont war.

## Leben
George W. Bailey jr. war Sohn von George W. Bailey und Rebecca Warren. Bailey sen. war Farmer, diente im Britisch-Amerikanischen Krieg und war nach dem Krieg langjähriger Präsident der Vermont Mutual Insurance Company. Bailey jr. wuchs in Elmore und Middlesex auf. Er studierte Rechtswissenschaften und wurde im Jahr 1858 als Anwalt zugelassen. Bailey arbeitete als Anwalt in Montpelier und als Stellvertretender Secretary of State. Er gehörte der Republikanischen Partei an. Als Benjamin W. Dean im Jahr 1861 starb, wurde Bailey zum Secretary of State ernannt. Die nachfolgenden Wahlen konnte er gewinnen und war bis zu seinem Tod im Jahr 1865 Secretary of State.
George W. Bailey jr. war mit Georgiana Reed verheiratet. Nach seinem Tod heiratete Georgiana Reed den späteren Vermonter Auditor of Accounts E. Henry Powell. Bailey starb am 17. Juli 1865 in Middlesex, sein Grab befindet sich auf dem Green Mount Cemetery in Montpelier.